# ریو ناکانو
ریو ناکانو (انگلیسی: Ryo Nakano؛ زادهٔ ۲۷ ژوئن ۱۹۹۹) بازیکن فوتبال اهل ژاپن است.